# Trachyandra hirsuta
Trachyandra hirsuta là một loài thực vật có hoa trong họ Thích diệp thụ. Loài này được (Thunb.) Kunth miêu tả khoa học đầu tiên năm 1843.